# Geraldo Majela Reis
Geraldo Majela Reis (ur. 28 sierpnia 1924 w Lamim, zm. 27 maja 2004) – brazylijski duchowny katolicki, arcybiskup.
Przyjął święcenia kapłańskie 27 listopada 1949. W styczniu 1978 został mianowany przez papieża Pawła VI biskupem Três Lagoas i przyjął sakrę biskupią 20 marca 1978. 3 lutego 1981 został podniesiony do godności arcybiskupa Diamantiny; w maju 1997 emerytowany, jego następcą został dotychczasowy koadiutor, Paulo Lopes de Faria.